# Szania (stacja kolejowa)
Szania (ros. Шаня) – stacja kolejowa w miejscowości Towarkowo, w rejonie dzierżyńskim, w obwodzie kałuskim, w Rosji. Położona jest na linii Wiaźma – Kaługa. Nazwa pochodzi od przepływającej w pobliżu rzeki Szanii.